# Pastor Micha Ondo Bile
Pour les articles homonymes, voir Bile (homonymie) et Ondo (homonymie).
 (avril 2017).
Pastor Micha Ondo Bile (né en 1952), est un homme politique équatoguinéen. Ministre des Affaires étrangères depuis le 11 février 2003.

## Biographie
Auparavant, il avait exercé les fonctions de représentant permanent de la Guinée équatoriale auprès des Nations unies; Il était également ambassadeur de son pays aux États-Unis et en Espagne.
Il a obtenu une maîtrise en génie pétrolier en Ukraine en 1982.
Il est membre du Parti démocratique de Guinée équatoriale (PDGE) et a été nommé ministre des Affaires étrangères, de la Coopération internationale et de la Francophonie le 11 février 2003.
En 2012, il a été remplacé par Agapito Mba Mokuy.
En février 2018, il a été nommé ministre du Commerce.